# Paolo Romeo
Paolo Romeo (Acireale, 20. veljače 1938.) talijanski je kardinal i nadbiskup u miru Palerma. Papa Benedikt XVI. imenovao ga je biskupom Palerma 19. prosinca 2006. godine.
Papa Ivan Pavao II. imenovao ga je 17. prosinca 1983. naslovnim nadbiskupom Vulturije, a istoga dana imenovan je apostolskim nuncijem na Haitiju. Romeo je ostao na Haitiju do imenovanja za nuncija u Kolumbiji u travnju 1990. Dana 5. veljače 1999. imenovan je nuncijem u Kanadi.